# Skąpodrzewiak

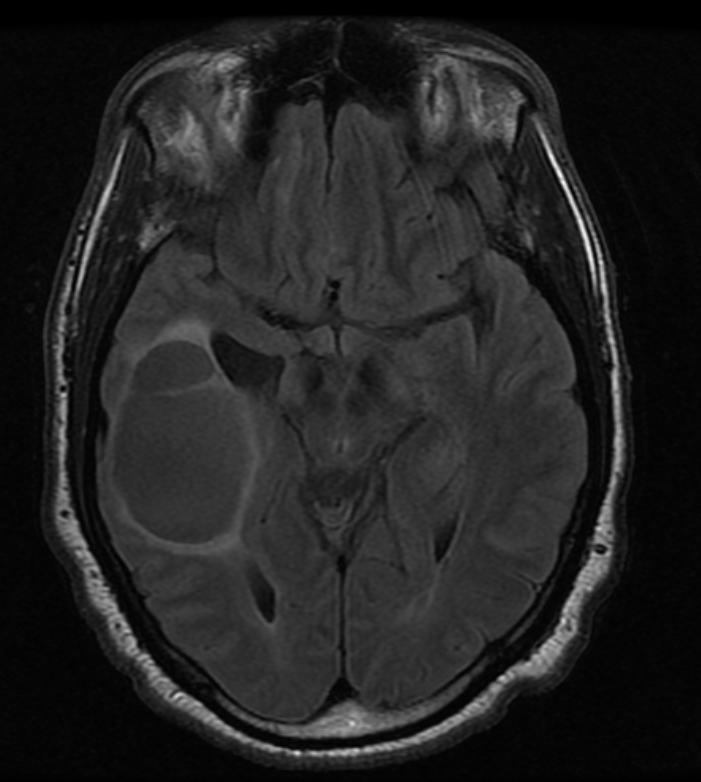
Obraz skąpodrzewiaka w RM (sekwencja FLAIR)

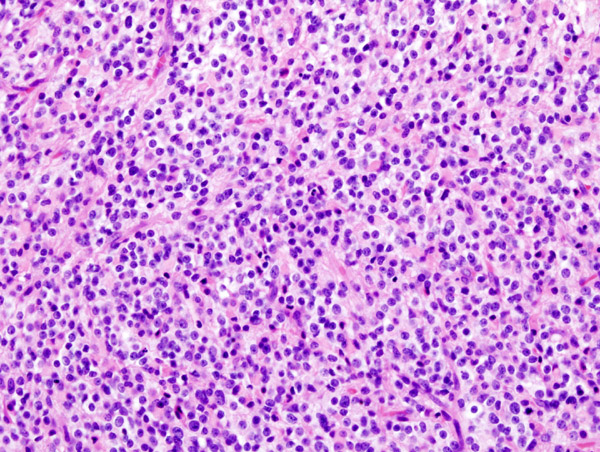
Obraz histologiczny (barwienie HE) skąpodrzewiaka anaplastycznego

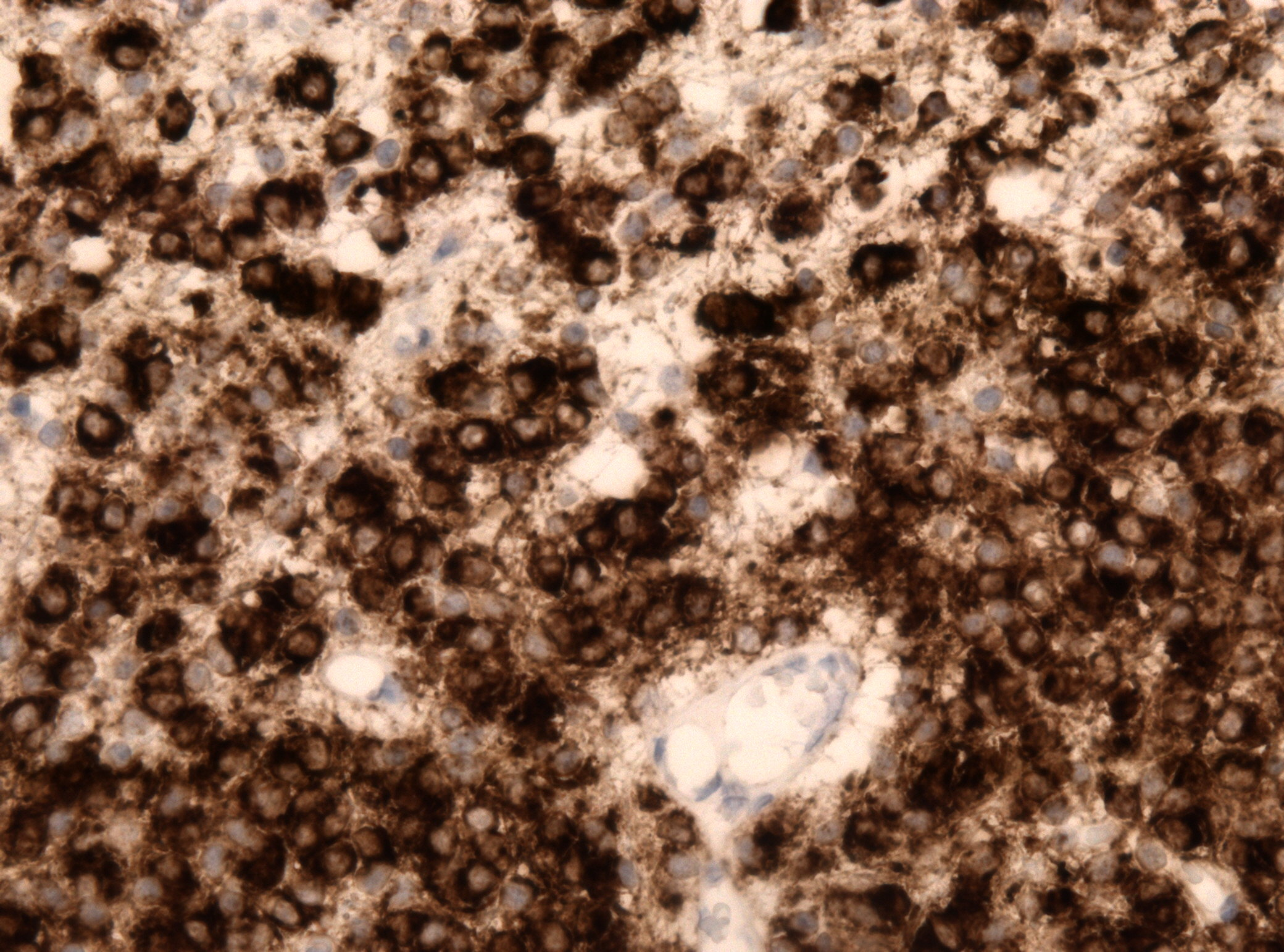
IDH1 R132H w skąpodrzewiaku anaplastycznym

Skąpodrzewiak (łac. oligodendroglioma) – nowotwór złośliwy ośrodkowego układu nerwowego wywodzący się z komórek gleju skąpowypustkowego (oligodendrocytów). Jest nowotworem o pośredniej złośliwości (II stopnia według WHO); wariant anaplastyczny (skąpodrzewiak anaplastyczny) jest guzem o wysokiej złośliwości (III stopnia według WHO). Skąpodrzewiak rozwija się najczęściej w płacie czołowym.

## Epidemiologia
Występuje przede wszystkim u dorosłych, między 3. a 5. dekadą życia, nieco częściej u mężczyzn.

## Objawy i przebieg
Obraz kliniczny wynika z lokalizacji guza. Ponieważ nowotwór charakteryzuje się powolnym tempem wzrostu, objawy rozwijają się powoli i mogą na wiele lat wyprzedzać rozpoznanie choroby. Jednym z dominujących objawów guza zlokalizowanego w płacie czołowym (50–65%) jest padaczka. Drugą pod względem częstości lokalizacją jest płat skroniowy.

## Leczenie
Leczenie skąpodrzewiaka jest takie jak przy gwiaździakach. Leczeniem z wyboru jest chirurgiczna resekcja guza, wyniki radioterapii są określane jako kontrowersyjne.
Skąpodrzewiak anaplastyczny jest natomiast wysoce chemiowrażliwy. Najczęściej stosuje się schemat PCV (prokarbazyna, lomustyna i winkrystyna). Inne chemioterapeutyki skuteczne w leczeniu skąpodrzewiaków anaplastycznych to tiotepa, temozolomid, paklitaksel, cisplatyna.